# Леонардо Ульоа
Леонардо Ульоа (ісп. Leonardo Ulloa, нар. 26 липня 1986, Хенераль-Рока, Аргентина) — аргентинський футболіст, нападник мексиканського клубу «Пачука».

## Ігрова кар'єра
У дорослому футболі дебютував 2002 року виступами за клуб другого дивізіону Аргентини КАІ, в якому провів два сезони, взявши участь лише у 7 матчах чемпіонату.

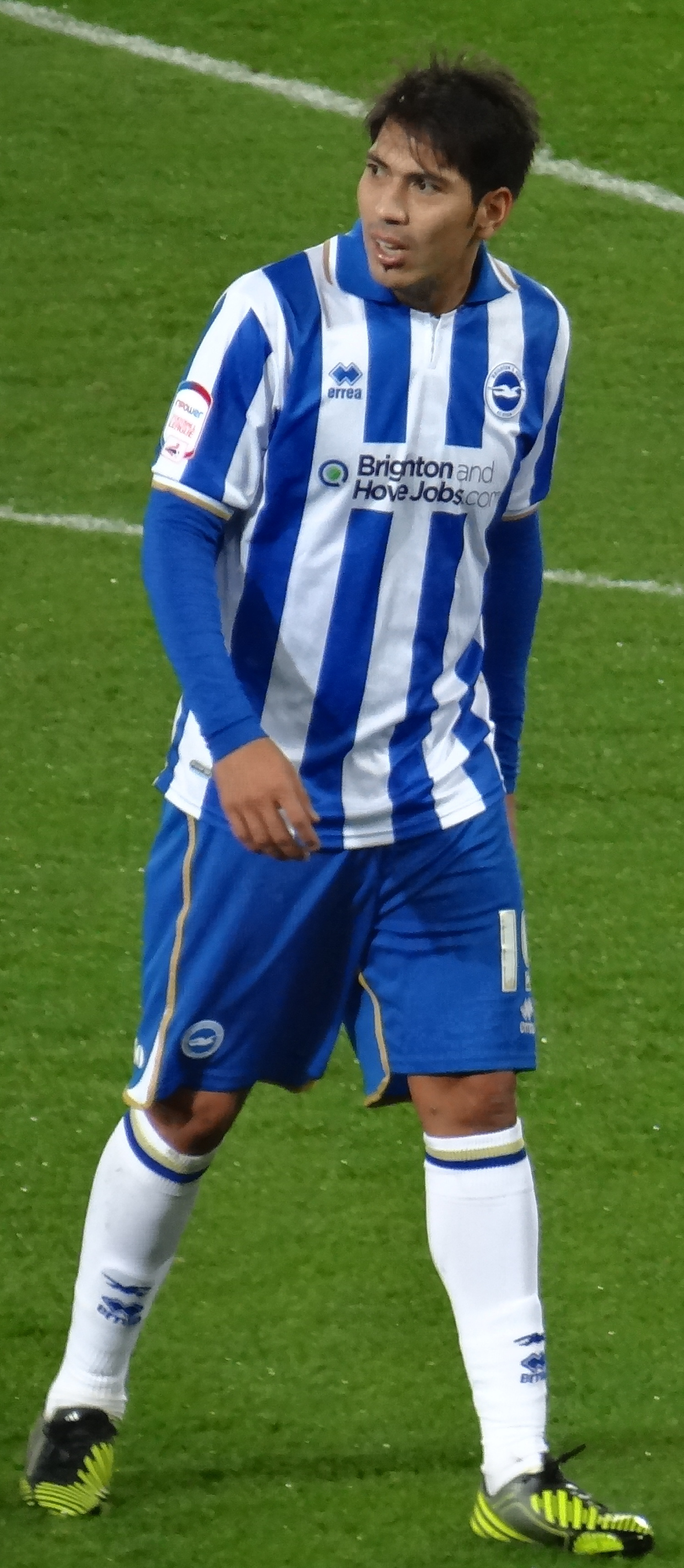
Ulloa у складі «Брайтон енд Хоув Альбіон». 19 лютого 2013

У 2005 році перейшов в «Сан-Лоренсо» з яким через два роки виграв аргентинську Прімеру.
Відразу після тріумфу в чемпіонаті Леонардо перейшов в «Арсенал» (Саранді), у складі якого в першому ж сезоні став переможцем Південноамериканського кубка, проте через низьку результативнвсь Ульоа вже через півроку був змушений піти в «Олімпо», але і там виступав лише півроку.
Влітку 2008 року Леонардо підписав контракт з іспанським клубом «Кастельйон». 31 серпня в матчі проти «Уески» (2:2) він дебютував у Сегунді. 5 жовтня в поєдинку проти «Кордови» (1:1) Ульоа забив свій перший гол за «Кастельйон». За два роки Леонардо забив 31 гол і обидва рази ставав найкращим бомбардиром команди в сезоні.
Влітку 2010 року Ульоа підписав контракт на п'ять років з «Альмерією». 29 серпня в матчі проти «Осасуни» (0:0) він дебютував у Ла Лізі. 13 вересня в поєдинку проти «Реал Сосьєдада» (2:2) Ульоа забив свій перший гол за «Альмерію». По закінченні сезону клуб вилетів в Сегунду, але Леонардо залишився в клубі і в наступному сезоні став найкращим бомбардиром другого дивізіону чемпіонату Іспанії, проте це не допомогло клубу повернутись в еліту, він посів лише 7 місце.
На початку 2013 року Леонардо перейшов у англійський «Брайтон енд Гоув Альбіон». Сума трансферу склала 2 млн фунтів. 12 лютого в матчі проти «Блекберн Роверз» (1:1) він дебютував у Чемпіоншипі. Через тиждень у поєдинку проти «Кардіфф Сіті» (2:0) Ульоа забив свій перший гол в Англії. 2 березня у матчі проти «Гаддерсфілд Таун» (4:1) Леонардо зробив хет-трик.
Влітку 2014 року Ульоа перейшов в «Лестер Сіті» за рекордні для клубу 8 мільйонів фунтів стерлінгів. 16 серпня в матчі проти «Евертона» (2:2) він дебютував у англійській Прем'єр лізі. У цьому ж поєдинку він забив свій перший гол за «лис». 21 вересня у протистоянні з «Манчестер Юнайтед» (5:3) Леонардо забив два голи і допоміг переломити хід невдало складної гри. 17 квітня 2016 року в матчі проти «Вест Гем Юнайтед», після вилучення Джеймі Варді, Ульоа вийшов на заміну і на останній хвилині забив гол з пенальті, який допоміг «лисицям» добути важливу нічию 2:2. Через тиждень він відзначився знову, зробивши «дубль» у ворота «Свонсі Сіті» (4:0). За підсумками сезону Леонардо допоміг «Лестеру» вперше в історії виграти чемпіонат Англії. Наразі встиг відіграти за команду з Лестера 64 матчі в національному чемпіонаті.

## Статистика виступів

### Статистика клубних виступів
| Сезон                        | Команда                      | Чемпіонат                    | Чемпіонат | Чемпіонат | Національний кубок | Національний кубок | Національний кубок | Міжнародні | Міжнародні | Міжнародні | Інші змагання | Інші змагання | Інші змагання | Усього | Усього |
| Сезон                        | Команда                      | Ліга                         | Ігор      | Голів     | Ліга               | Ігор               | Голів              | Ліга       | Ігор       | Голів      | Ліга          | Ігор          | Голів         | Ігор   | Голів  |
| ---------------------------- | ---------------------------- | ---------------------------- | --------- | --------- | ------------------ | ------------------ | ------------------ | ---------- | ---------- | ---------- | ------------- | ------------- | ------------- | ------ | ------ |
| 2002–03                      | КАІ                          | ПБН (ІІ)                     | 2         | 0         |                    | -                  | -                  | -          | -          | -          | -             | -             | -             | 2      | 0      |
| 2003–04                      | КАІ                          | ПБН (ІІ)                     | 5         | 1         |                    | -                  | -                  | -          | -          | -          | -             | -             | -             | 5      | 1      |
| Усього за КАІ                | Усього за КАІ                | Усього за КАІ                | 7         | 1         |                    | -                  | -                  |            | -          | -          |               | -             | -             | 7      | 1      |
| 2004–05                      | «Сан-Лоренсо»                | ПД                           | 0         | 0         |                    | -                  | -                  | -          | -          | -          | -             | -             | -             | 0      | 0      |
| 2005–06                      | «Сан-Лоренсо»                | ПД                           | 12        | 1         |                    | -                  | -                  | -          | -          | -          | -             | -             | -             | 12     | 1      |
| 2006–07                      | «Сан-Лоренсо»                | ПД                           | 19        | 2         |                    | -                  | -                  | -          | -          | -          | -             | -             | -             | 19     | 2      |
| Усього за «Сан-Лоренсо»      | Усього за «Сан-Лоренсо»      | Усього за «Сан-Лоренсо»      | 31        | 3         |                    | -                  | -                  |            | -          | -          |               | -             | -             | 31     | 3      |
| 2007–08                      | «Арсенал» (Саранді)          | ПД                           | 12        | 3         |                    | -                  | -                  | -          | -          | -          | -             | -             | -             | 12     | 3      |
| 2007–08                      | «Олімпо»                     | ПД                           | 14        | 3         |                    | -                  | -                  | -          | -          | -          | -             | -             | -             | 14     | 3      |
| 2008–09                      | «Кастельйон»                 | СД (ІІ)                      | 40        | 15        | КІ                 | 0                  | 0                  | -          | -          | -          | -             | -             | -             | 40     | 15     |
| 2009–10                      | «Кастельйон»                 | СД (ІІ)                      | 38        | 15        | КІ                 | 1                  | 0                  | -          | -          | -          | -             | -             | -             | 39     | 15     |
| Усього за «Кастельйон»       | Усього за «Кастельйон»       | Усього за «Кастельйон»       | 78        | 30        |                    | 1                  | 0                  |            | -          | -          |               | -             | -             | 79     | 30     |
| 2010–11                      | «Альмерія»                   | ПД                           | 34        | 7         | КІ                 | 6                  | 6                  | -          | -          | -          | -             | -             | -             | 40     | 13     |
| 2011–12                      | «Альмерія»                   | СД (ІІ)                      | 38        | 28        | КІ                 | 2                  | 1                  | -          | -          | -          | -             | -             | -             | 40     | 29     |
| 2012–13                      | «Альмерія»                   | СД (ІІ)                      | 18        | 4         | КІ                 | 4                  | 2                  | -          | -          | -          | -             | -             | -             | 22     | 6      |
| Усього за «Альмерію»         | Усього за «Альмерію»         | Усього за «Альмерію»         | 90        | 39        |                    | 12                 | 9                  |            | -          | -          |               | -             | -             | 102    | 48     |
| 2012–13                      | «Брайтон енд Гоув»           | Ч (ІІ)                       | 17+2      | 9         | КА+КЛ              | 1+0                | 1+0                | -          | -          | -          | -             | -             | -             | 20     | 10     |
| 2013–14                      | «Брайтон енд Гоув»           | Ч (ІІ)                       | 33+2      | 14        | КА+КЛ              | 2+1                | 2+0                | -          | -          | -          | -             | -             | -             | 38     | 16     |
| Усього за «Брайтон енд Гоув» | Усього за «Брайтон енд Гоув» | Усього за «Брайтон енд Гоув» | 50+4      | 23        |                    | 4                  | 3                  |            | -          | -          |               | -             | -             | 58     | 26     |
| 2014–15                      | «Лестер Сіті»                | ПЛ                           | 37        | 11        | КА+КЛ              | 3+0                | 2+0                | -          | -          | -          | -             | -             | -             | 40     | 13     |
| 2015–16                      | «Лестер Сіті»                | ПЛ                           | 27        | 6         | КА+КЛ              | 2+2                | 0                  | -          | -          | -          | -             | -             | -             | 31     | 6      |
| Усього за «Лестер Сіті»      | Усього за «Лестер Сіті»      | Усього за «Лестер Сіті»      | 64        | 17        |                    | 7                  | 2                  |            | -          | -          |               | -             | -             | 71     | 19     |
| Усього за кар'єру            | Усього за кар'єру            | Усього за кар'єру            | 342       | 119       |                    | 24                 | 14                 |            | -          | -          |               | -             | -             | 369    | 134    |

## Досягнення

### Командні
- Чемпіон Аргентини:

«Сан-Лоренсо»: Клаусура 2007
- Володар Південноамериканського кубка:

«Арсенал» (Саранді): 2007
- Чемпіон Англії:

«Лестер Сіті»: 2015–16

### Індивідуальні
- Найкращий Бомардир іспанської Сегунди: 2011–12 (28 голів)